# Michal Koudelka
Michal Koudelka (* 21. Juli 1971) ist ein tschechischer Badmintonspieler.

## Karriere
Michal Koudelka wurde 1995 erstmals tschechischer Meister, wobei er im Mixed mit seiner Schwester Markéta Koudelková erfolgreich war. Vier Jahre später gewann er mit ihr einen weiteren Titel im gemischten Doppel.

## Sportliche Erfolge
| Saison | Veranstaltung                      | Disziplin | Platz | Name                                 |
| ------ | ---------------------------------- | --------- | ----- | ------------------------------------ |
| 1995   | Tschechische Einzelmeisterschaften | Mixed     | 1     | Michal Koudelka / Markéta Koudelková |
| 1999   | Tschechische Einzelmeisterschaften | Mixed     | 1     | Michal Koudelka / Markéta Koudelková |